# Darriwilien
Stratigraphie
Dapingien Sandbien
Ordovicien supérieur

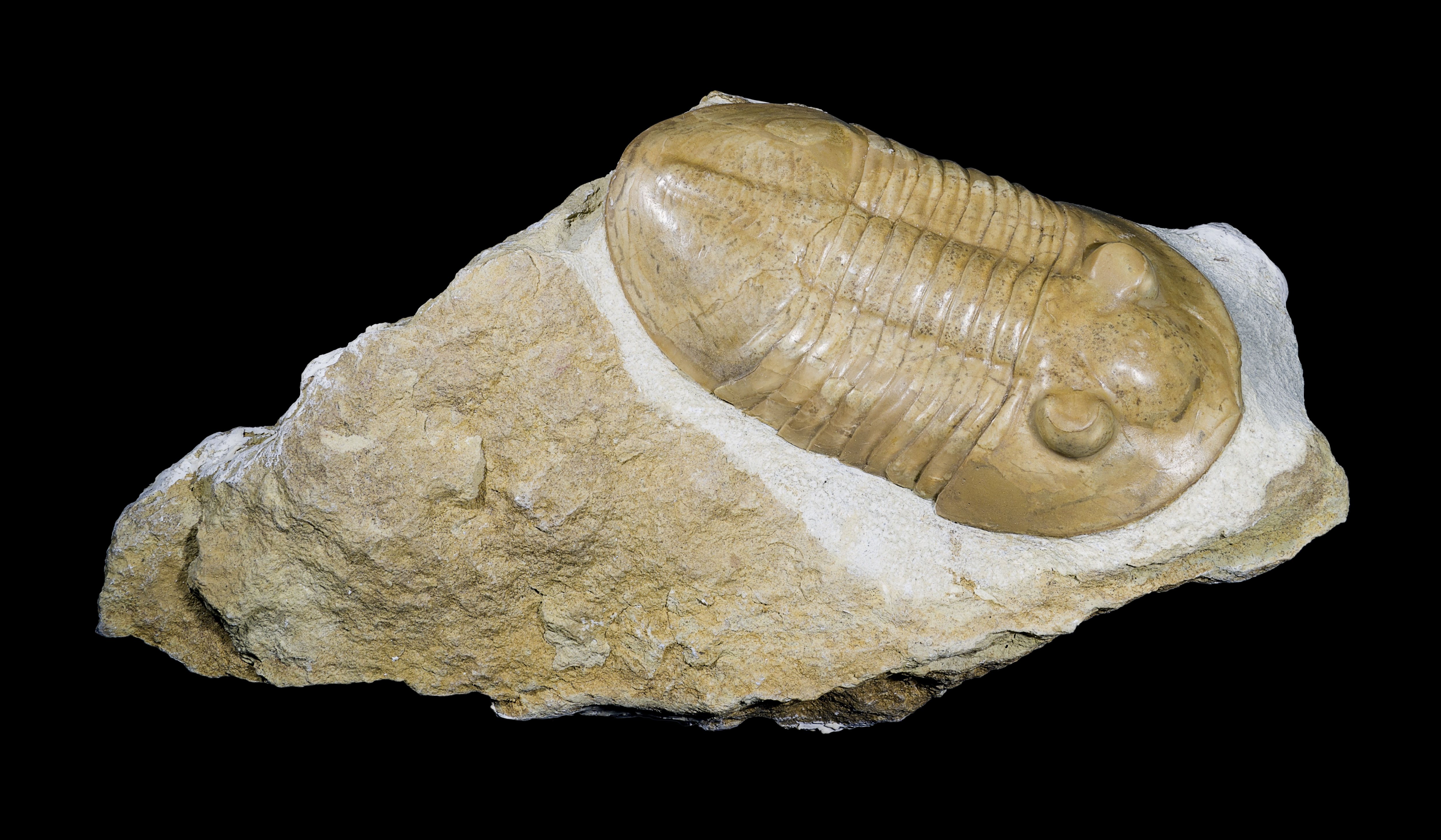
un fossile qui date de l'époque darwilienne

Le Darriwilien est un étage géologique de l'Ordovicien, système de l'ère paléozoïque. Le Darriwilien est le plus récent des deux étages de l'Ordovicien moyen et s'étend de 469.4 ± 0.9 à 458.2 ± 0.7 millions d'années (Ma). Il est précédé par le Dapingien et suivi par le Sandbien, premier des étages de l'Ordovicien supérieur.

## Nom et histoire
Le Darriwilien fut nommé d'après la localité de Darriwil dans le comté de Grant (en) (état de Victoria, en Australie). Le nom et la définition de l'étage furent proposés dès 1899 par Thomas Sergeant Hall (1858–1915). Le Darriwilien correspond par ailleurs à la partie supérieure de l'ancienne série appelée Arénig et à la partie inférieure de l'ancienne série du Llanvirnien.

## Définition et GSSP
| Silurien                                            | Llandovérien | Rhuddanien  | plus récent    |
| Ordovicien                                          | supérieur    | Hirnantien  | 445.2 – 443.1  |
| Ordovicien                                          | supérieur    | Katien      | 452.8 – 445.2  |
| Ordovicien                                          | supérieur    | Sandbien    | 458.2 – 452.8  |
| Ordovicien                                          | moyen        | Darriwilien | 469.4 – 458.2  |
| Ordovicien                                          | moyen        | Dapingien   | 471.3 – 469.4  |
| Ordovicien                                          | inférieur    | Floien      | 477.1 – 471.3  |
| Ordovicien                                          | inférieur    | Trémadocien | 486.85 – 477.1 |
| Cambrien                                            | Furongien    | Étage 10    | plus ancien    |
| Subdivision de l'Ordovicien selon l'ICS, août 2018. |              |             |                |

Selon échelle géologique de 2012 (GTS2012), les dates de début et de fin du Darriwilien sont estimées respectivement à 467,3 ± 1,1 Ma et 458,4 ± 0,7 Ma, soit une durée de l'étage de 8,9 Ma. En 2004, les dates de début et de fin de l'étage étaient estimées respectivement à 468,1 Ma et 460,9 Ma,.
La limite inférieure est définie par la première date d'apparition (first appeareance datum, FAD) de l'espèce de graptolite Undulograptus austrodentatus.
La limite supérieure du Darriwilien (limite Darriwilien-Sandbien) est définie par la première date d'apparition de l'espèce de graptolite Nemagraptus gracilis.
Le lieu choisi comme point stratotypique mondial (PSM) (Global Boundary Stratotype Section and Point, GSSP) pour le Darriwilien est une coupe située près de Huangnitang, dans le district de Changshan, dans la province du Zhejiang, située en Chine du sud-ouest (28° 51′ 14″ N, 118° 29′ 23″ E).